# یواس‌اس پیتسبورگ (۱۸۶۱)
یواس‌اس پیتسبورگ (۱۸۶۱) (به انگلیسی: USS Pittsburgh (1861)) یک کشتی بود که طول آن ۱۷۵ فوت (۵۳ متر) بود. این کشتی در سال ۱۸۶۱ ساخته شد.